# Venslev
Venslev is een plaats in de Deense regio Hovedstaden, gemeente Frederikssund, en telt 237 inwoners (2007).